# Émilie (Italie)
Pour les articles homonymes, voir Émilie.
L'Émilie (Emilia en italien) est une région historique de l'Italie septentrionale, qui avec la Romagne forme la région de l'Émilie-Romagne. 
Son nom vient de la via Aemilia, route construite par le consul romain Marcus Aemilius Lepidus, élu en 187 av. J.-C., pour relier les deux cités de Rimini et Plaisance.

## Confins
Les limites géographiques de l'Émilie sont : à l’est les fleuves Sillaro et Reno, qui la séparent de la Romagne, au nord le Pô, qui la sépare de la Lombardie et de la Vénétie, et au sud les crêtes des Apennins qui la distinguent de la Toscane. 
Elle comprend les provinces de Plaisance, Parme, Reggio d'Émilie, Modène, Ferrare et de Bologne (sauf la zone d’Imola).

## Histoire
Depuis l'occupation par les Étrusques, plusieurs siècles avant notre ère, la région a subi les mêmes parcours historiques que sa voisine la Romagne.
À partir de 568 apr. J.-C. (année d'arrivée des Lombards dans la plaine du Pô) jusqu'en 1859, l'Émilie était une partie intégrante de la Lombardie et ses habitants étaient appelés Lombards.
Il est vrai cependant que cette définition fut imposée par les Lombards après avoir envahi une partie du territoire de la région romaine composée des villes de Forum Livii (Forlì), Forum Cornelii (Imola), Faventia (Faenza), Bononia (Bologne), Mutina (Modène), Regium (Reggio d'Émilie). C’était la huitième région d'Auguste, dénommée justement Émilie.
Au moment de l'invasion franco-piémontaise, pour éviter la création d'une Lombardie trop puissante, les sabaudi créèrent entièrement le concept d'Émilie (réhabilitant pour l'occasion le nom de l'ancienne région Augustea). Ceci a entraîné le changement de certains toponymes. Par exemple, Reggio nell'Emilia, avant l’unité de l'Italie, était appelée simplement Reggio ou même Reggio di Lombardia.

## Divisions politiques antiques
Les principaux anciens États inclus dans la région sont le duché de Modène et de Reggio, le duché de Parme et Plaisance et le duché de Ferrare ;  Bologne a été un temps une ville frontière entre la Lombardie et Romagne. Cependant, l'État pontifical a presque toujours été la puissance dominante dans la région jusqu'au Risorgimento.
Sur les dix mois qui séparent la paix de Villafranca à l'expédition des Mille de Giuseppe Garibaldi, l’Émilie courut des dangers aussi graves que ceux que le Piémont avait courus avant la guerre de 1859. Les ducs, les archiducs et les légats pontificaux ayant fui de leurs sièges depuis avant cette guerre, n'avaient plus osé y retourner ; et alors Parme, Modène, Bologne avec la Romagne, se serrèrent dans un seul État, qui dans le beau souvenir de la grande voie romaine de Plaisance à Rimini, l’appelèrent Émilie (Emilia). 

## Histoire de l'économie agraire

### Organisation agraire
En Émilie comme dans toute la plaine du Pô, au  XIXe siècle et début du XXe siècle, les terres sont la propriété d'un petit nombre de nobles, de bourgeois et d'institutions ecclésiastiques qui louent, par baux d'un an, les propriétés à des métayers (en italien, mezzadri). Tous les membres de la famille, y compris les plus jeunes enfants, sont considérés comme membres productifs de l'exploitation.

### La famille patriarcale
La vie des mezzadri s'articule autour du chef de famille que l'on désigne par il reggittore. Il négocie avec le propriétaire des terres le partage des récoltes et la tenue des comptes. Son épouse, dénommée la reggitrice, est chargée des tâches domestiques, la basse-cour, la vente et la production des œufs, du fromage, des fruits. La reggitrice, elle-même sous l'autorité de son mari, a sous son autorité toutes les femmes de la famille, les filles comme les belles-filles.
Les fils travaillent sous la direction du reggittore, l'ainé, surnommé il campagnolo ou il bracciante, qui a la responsabilité des cultures alors que les plus jeunes s'occupent principalement des bêtes. Tous les frères, fils et neveux sont sous les ordres du  bracciante ainsi que les femmes lorsqu'elles travaillent dans les champs à l'exception de la reggitrice. Les filles, en se mariant, quittent la demeure familiale pour entrer dans la nouvelle famille emmenant avec elle la dot alors que les garçons amènent leur femme et la dot. Ces regroupements conduisent à des familles en moyenne de quinze à vingt individus et jusqu'à cinquante pour les plus grandes structures, structure familiale parfaitement illustrée par le film 1900 de Bernardo Bertolucci. Un équilibre doit s'instaurer entre la taille de l'exploitation et celle de la famille afin d'assurer la subsistance de tous.

## Histoire de l'art

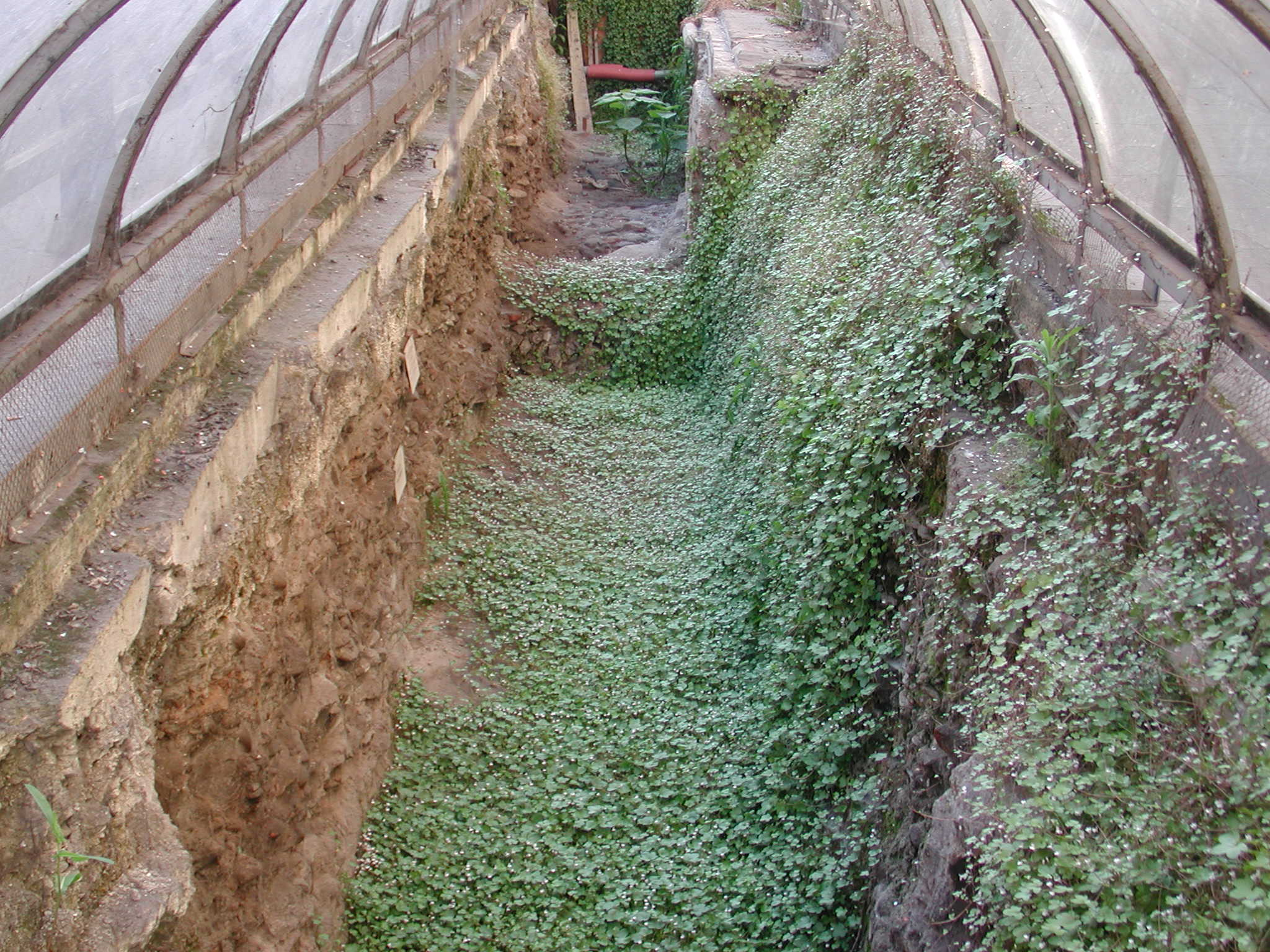
Voie Emilie, région Emilie.

L'école de Ferrare a vu le jour dans la seconde moitié du XVe siècle. Cosmè Tura, Francesco del Cossa et Ercole de' Roberti surent trouver une manière bien à eux, dont on ne trouve pas l'équivalent dans les autres foyers artistiques italiens. Corps et visages émaciés, expressions extatiques et douloureuses, ces peintres poussent à l'extrême les modèles de Bellini ou de Mantegna.
Dans ce terreau « expressionniste », entre 1500 et 1525, l'Émilie est tombée sous le charme de la peinture cisalpine en général et de l'école allemande en particulier. Très rapidement, les modèles allemands se sont répandus à travers la plaine, grâce à la multiplication des gravures, aux voyages à Venise où la mode était aux écoles du Nord, et au passage de Dürer à Bologne.
À Parme, la célébrité de l'école est centrée principalement au XVIe siècle sur le Parmesan et le Corrège, porteurs du mouvement maniériste. Ce dernier utilise à merveille le clair-obscur et sa conception de la perspective tournoyante font de lui l'un des précurseurs du Baroque.
C'est dans cette filiation que de la fin du XVIe au XVIIe siècle, un certain nombre de peintres et en particulier la famille Carrache et leur académie bolonaise des Incamminati furent les promoteurs de la peinture baroque en Italie.